# 横山實
横山 實（よこやま みのる、1903年（明治36年）11月5日 - 1974年（昭和49年）8月14日）は日本の政治家。青森県青森市長（4期）。

## 来歴
青森県青森市出身。1923年、青森県師範学校卒。卒業後は小学校に勤務した。1936年、青森市会議員となり、1939年には青森県会議員に当選した。1944年に青森市助役となり、翌年まで務めた。その後、進歩党青森県支部幹事長となったが、1947年、青森市長選挙に立候補して当選、連続4期務めた。
市長在任中は、青森県体育協会会長、全国市長会理事、同副会長、東北六県市長会副会長、青森県市長会会長、青森市物産協会会長、青森県漁港協会会長などを歴任した。
1963年に市長を退任、同年藍綬褒章を受章。退任後は青森信用金庫（のち、あおもり信用金庫、現・青い森信用金庫）理事長、青森テレビ社長を務めた。1973年に青森市から名誉市民を贈られ、翌1974年に勲三等瑞宝章を受章、同年8月に死去した。